# Odd Man Out (seriado britânico)
Odd Man Out é uma sitcom britânica estrelada por John Inman que foi ao ar por sete episódios na ITV de 27 de outubro a 8 de dezembro de 1977. Foi feito pela Thames Television e escrito por Vince Powell.

## Sinopse
Neville Sutcliffe (John Inman), dono de uma loja de batatas e batatas fritas de Blackpool, herda a fábrica de rochas de seu pai em Littlehampton. A série gira em torno de suas aventuras, que incluem aprender a dirigir um carro, ir a Paris e nadar no canal.

## Lista de episódios
| # | Título                     | Diretor        | Data de transmissão |
| - | -------------------------- | -------------- | ------------------- |
| 1 | "A Chip Off the Old Block" | Anthony Parker | 27 outubro de 1977  |
| 2 | "Money, Money, Money"      | Anthony Parker | 3 novembro de 1977  |
| 3 | "Sink or Swim"             | Anthony Parker | 10 novembro de 1977 |
| 4 | "Shall We Dance?"          | Anthony Parker | 17 novembro de 1977 |
| 5 | "Who's A Pretty Baby?"     | Anthony Parker | 24 novembro de 1977 |
| 6 | "Clunk Click"              | Anthony Parker | 1 dezembro de 1977  |
| 7 | "Ooh La La"                | Anthony Parker | 8 dezembro de 1977  |

## Personagens
- Neville Sutcliffe (John Inman) - O acampamento, filho ilegítimo de Herbert Sutcliffe, que deixou Neville e sua meia-irmã Dorothy metade de sua fábrica e casa. Ele vende sua loja de batatas e batatas fritas de Blackpool para seu amigo Bobby, para que ele e Dorothy possam pagar ao banco as 30 mil libras que o pai lhes devia.
- Dorothy Sutcliffe (Josephine Tewson) - A filha confusa e legítima de Herbert Sutcliffe e sua esposa. Ela não leva para Neville imediatamente, mas depois vê o exterior e o aceita na família.
- Ma (Avril Angers) - A doce e simples mãe trabalhou para Herbert por muitos anos. Ela se distingue por seu turbante branco e modelador de cabelo. Acredita-se que ela e Herbert tiveram um caso.
- Wilf (Peter Butterworth) - O homem calmo e simpático responsável pela Littlehampton Rock Factory. Ele trabalhou lá por quase vinte anos quando Herbert morreu, e agora é o puxador de pedras. Ele se aloja com Dorothy e Neville.
- Marilyn (Vivienne Johnson) - Marilyn, obcecada por sexo, passa seu tempo em Littlehampton usando os joelhos para dobrar as bananas. Ela fala com um distinto sotaque ocidental. Ela é muito paqueradora, especialmente para Neville, que ela chama de 'Mr. Neville '. Johnson e Inman seriam mais tarde reunidos, quando Johnson assumiu o papel de enfermeira da Grace Brothers em Are You Being Served? .
- Cleo (Glenna Forster-Jones) - Cleo, o único membro negro da equipe, não é da Jamaica, Trinidad ou Barbados, mas de Cockfosters, para surpresa de Neville. Ela é contra pessoas que julgam os outros pela sua cor. No geral, ela é uma pessoa gentil com um grande senso de humor.
- Percy (Jan Harding) - O membro simples e tranquilo de Littlehampton Rock Works. Ele derrama a pedra no buraco onde ela é feita.
- Tia Cissie (Betty Alberge) - tia de Bobby, que o ajuda na loja de chips. Ela continua se afastando e desligando enquanto está ao telefone.

## Lançamento em DVD
A série completa de Odd Man Out foi lançada pela Network DVD no Reino Unido (Região 2) em 4 de fevereiro de 2013.